# Pitiriasis rosada
La Pityriasis rosea, Pitiriasis rosada o pitiriasis de Gibert es una erupción aguda de la piel, benigna, que posee una evolución conocida y distintiva. Sus lesiones iniciales son una placa heráldica que es seguida en una o dos semanas por una erupción generalizada secundaria con una distribución característica y que dura unas seis semanas.
Si bien la causa no está del todo clara, se cree que está relacionado con el virus del herpes humano 6 (HHV6) o el virus del herpes humano 7 (HHV7).  No parece ser contagioso .  Ciertos medicamentos pueden provocar un sarpullido similar.  El diagnóstico se basa en los síntomas. 
La pitiriasis rosada puede afectar a miembros de ambos sexos. Afecta con mayor frecuencia a niños, adolescentes y adultos jóvenes. La mayoría de personas que la padecen tienen entre 10 y 35 años de edad.
La condición tiene una mayor incidencia en primavera y otoño. 
Por lo general no es contagiosa y posee una virulencia sumamente limitada, aunque ha habido casos de pequeñas epidemias en hermandades y bases militares .

## Síntomas
Los síntomas incluyen:

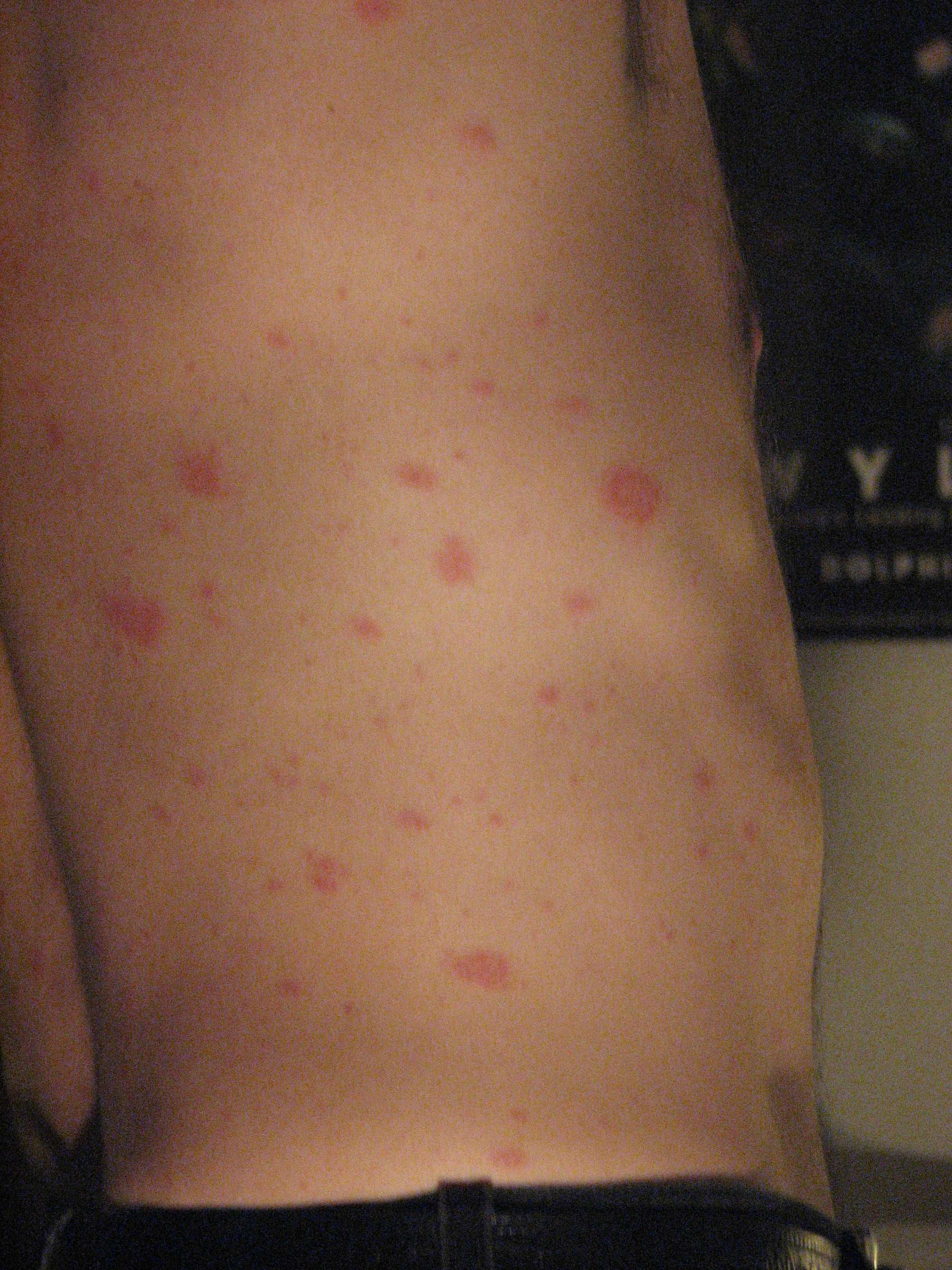
Pityriasis rosea.

- Una infección respiratoria puede preceder a todos los demás síntomas hasta en un 68,8% de los pacientes.[4]
- Clásicamente aparece una zona ovalada de color rosa o pardo, el llamado "escudo heráldico" (veces también se denomina "mancha heráldica" o "mancha madre"), de 2 a 10 cm localizada en el pecho o en la espalda.[5][6] En ocasiones, la placa heráldica puede aparecer en una posición oculta (en la axila, por ejemplo) y no notarse de inmediato. La placa heráldica también puede aparecer como un grupo de pequeñas manchas ovaladas, y ser confundido con acné. En raras ocasiones, no aparece en absoluto.[5]
- 7-14 días después de la placa heráldica, aparecen erupciones en el torso en forma de grandes manchas rosas o rojas, escamosas, de forma ovalada.[5] En el 6% de los casos puede ocurrir una distribución inversa, con la erupción sobre todo en las extremidades.[7] En general, la mayoría de las manchas ovaladas se reparten primero por el pecho, siguiendo la línea costal, formando una distribución característica de "árbol de Navidad".[5] Varios días después pueden aparecen pequeñas erupciones circulares en la espalda y el cuello. Es inusual que se formen lesiones en la cara, pero pueden aparecer en las mejillas o en la línea del cabello.
- Aproximadamente una de cada cuatro personas con Pityriasis rosea sufren de picor leve o grave sintomático. (Es mucho más común una picazón moderada de la piel debido a un exceso de sequedad, sobre todo si el jabón se utiliza para limpiar las zonas afectadas.) La comezón es a menudo no específica, y se agrava si se rasca. Esto tiende a desaparecer cuando se desarrolla la erupción, y no suelen mantenerse durante todo el curso de la enfermedad.[5]
- La erupción puede estar acompañada de un ligero dolor de cabeza, fiebre, náuseas y fatiga física.
- La erupción puede aparecer también en el busto

## Tratamiento

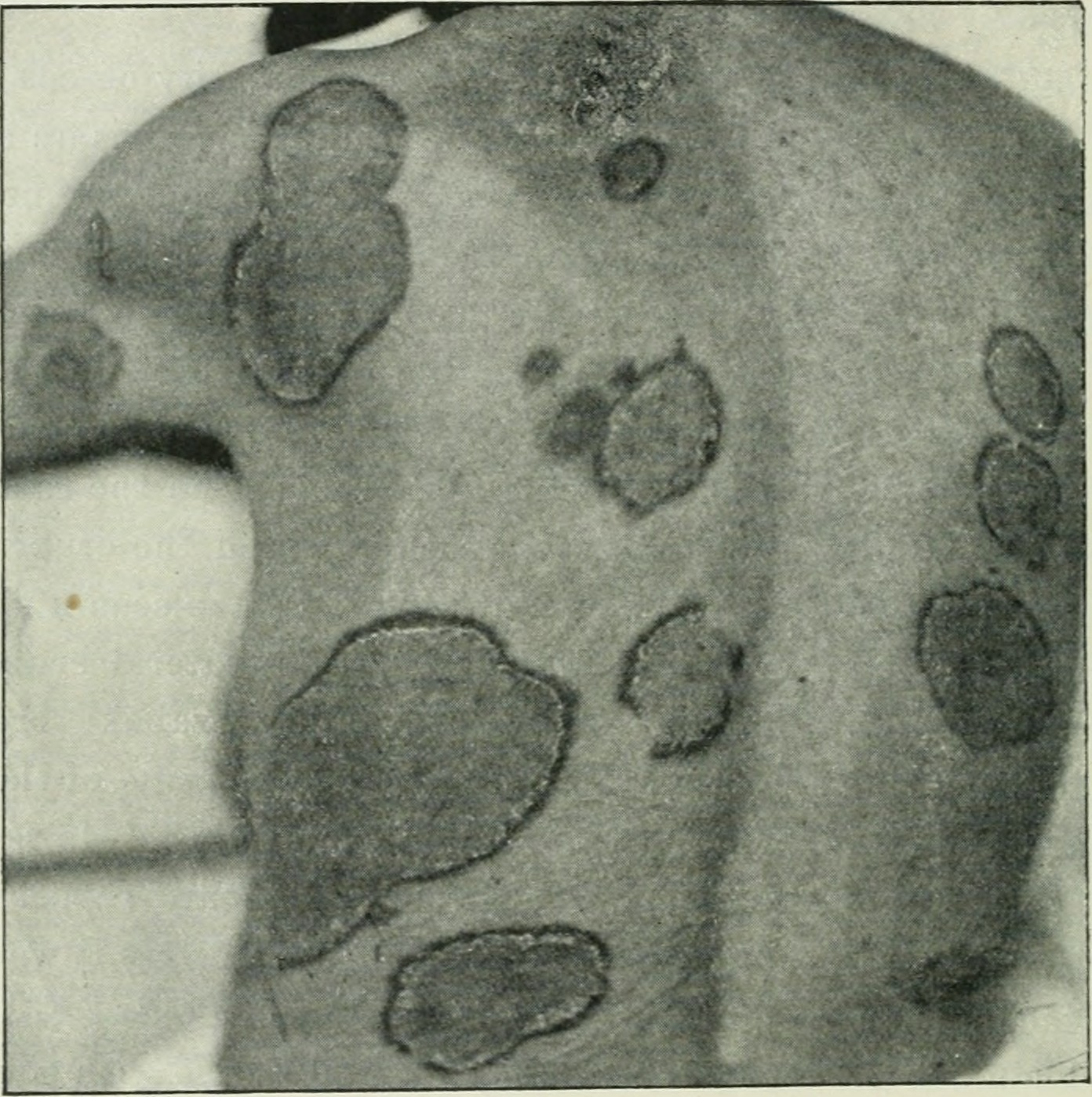
Pityriasis rosea gigantea (Darier), en The British journal of dermatology.

En general, al ser una enfermedad de carácter autolimitada, el manejo se limita al alivio sintomático, empleando antihistasmínicos de primera generación por su efecto sedativo para el alivio del prurito. Otra de las terapias empleadas es el uso de corticoides tópicos de mediana potencia (betametasona) sobre las lesiones para disminuir la inflamación y el prurito.
La luz ultravioleta ha tenido resultados positivos en la pitiriasis rosada. La fototerapia puede ser considerada en pacientes con casos graves y con gran compromiso cutáneo. Aún falta la realización de otros estudios para comprobar la real efectividad de la fototerapia.
En un estudio simple-ciego no aleatorizado, se observó que altas dosis de aciclovir por una semana, fueron beneficiosos en cuanto a acortar el periodo del cuadro (de 38 a 19 días) además de disminuir la aparición de nuevas lesiones. Este tipo de estudios sugiere el efecto beneficioso del aciclovir durante la etapa sintomática del cuadro.